# (400313) 2007 TH274
(400313) 2007 TH274 es un asteroide perteneciente al cinturón de asteroides, descubierto el 12 de septiembre de 2007 por el equipo del Mount Lemmon Survey desde el Observatorio del Monte Lemmon, Arizona, Estados Unidos.

## Designación y nombre
Designado provisionalmente como 2007 TH274.

## Características orbitales
2007 TH274 está situado a una distancia media del Sol de 2,388 ua, pudiendo alejarse hasta 2,842 ua y acercarse hasta 1,935 ua. Su excentricidad es 0,189 y la inclinación orbital 2,962 grados. Emplea 1348,41 días en completar una órbita alrededor del Sol.

## Características físicas
La magnitud absoluta de 2007 TH274 es 17,8.